# Morcheeba

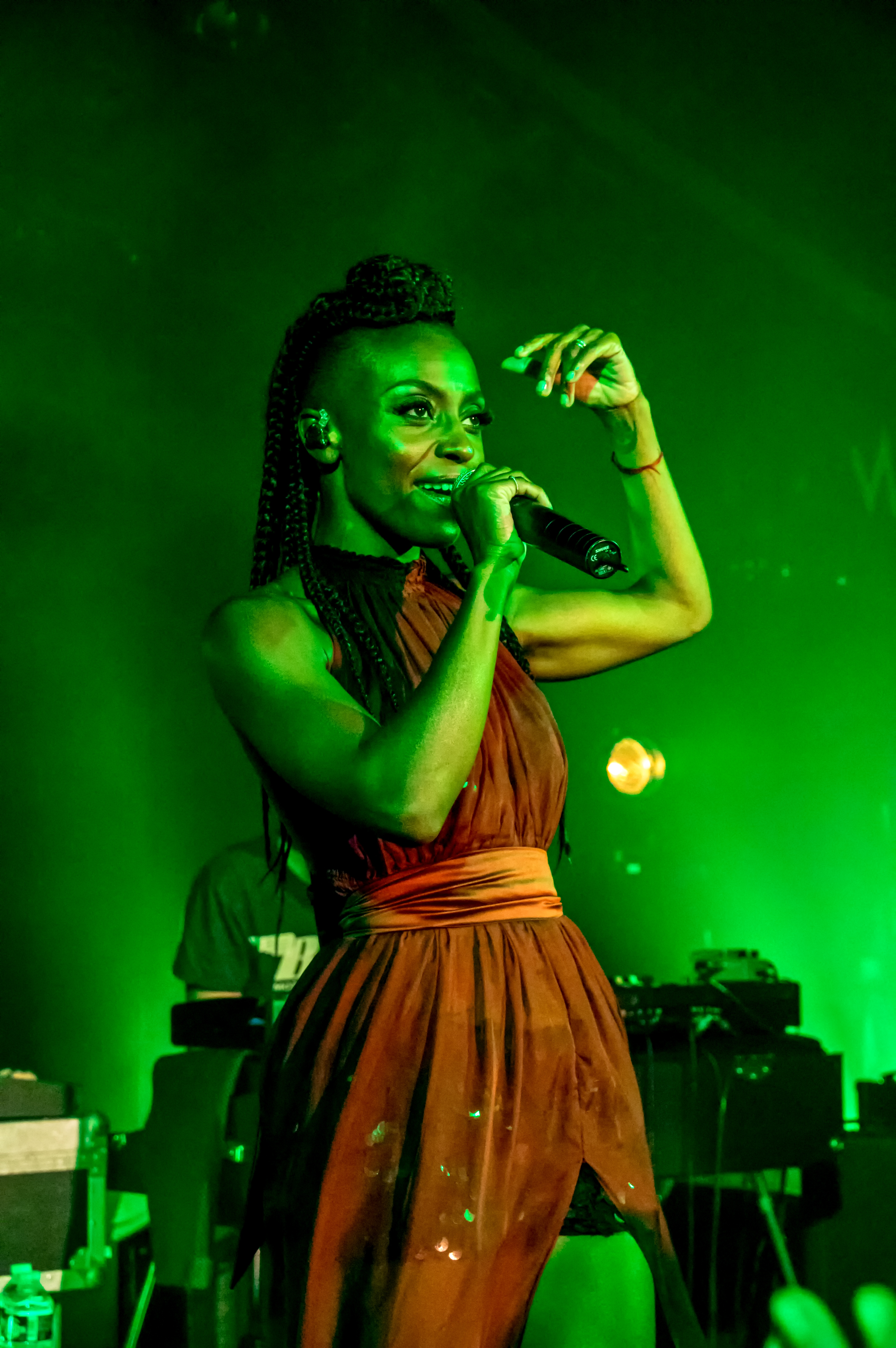
Morcheeba au ZMF 2018 à Fribourg

Morcheeba est un groupe de musique britannique fondé à Londres au milieu des années 90, mélangeant downtempo, trip hop, rhythm and blues et pop. La formation a évolué à plusieurs reprises, mais les membres fondateurs sont les frères Paul Godfrey (DJ) et Ross Godfrey (guitare et clavier) et la chanteuse Skye Edwards.
Skye Edwards a quitté le groupe en 2003, en raison de divergences musicales, selon les membres du groupe. Elle a été remplacée en 2005, pour l'album The Antidote par la chanteuse Daisy Martey. Daisy Martey a quitté le groupe en juin 2005 et a été remplacée par la choriste/saxophoniste australienne Jody Sternberg. En 2008, pour la sortie de l'album Dive Deep, c'est la chanteuse française Amanda Zamolo, découverte via MySpace, qui est la chanteuse principale. Skye Edwards fait son retour dans la formation en 2010 pour le septième album, Blood Like Lemonade.

## Formation
La formation originale du début des années 1990 comprenait Paul Godfrey (platines), Ross Godfrey (guitare et clavier) et Skye Edwards (chant). La voix de Skye est rapidement devenue la marque de fabrique de Morcheeba. Le nom du groupe peut se comprendre comme "More Cheeba", c'est-à-dire « Plus d'herbe (à fumer) ! » ou « Encore de l'herbe ! »,. Ce sens a été confirmé sans ambiguïté par Paul Godfrey lors du concert à l'Olympia en juin 2005[réf. nécessaire]. « Mor » signifie également « Middle of the road » pour indiquer que la musique de Morcheeba flirte entre une musique populaire et une musique plus expérimentale.
Daisy Martey (précédemment dans le groupe Noonday Underground) rejoint le groupe en 2005 après le départ de Skye Edwards, qui se lançait alors dans une carrière solo. La voix de Skye Edwards était devenue un élément primordial du son de Morcheeba dans les esprits de nombre de fans du groupe, aussi ce changement engendra-t-il des réactions partagées. C'est d'ailleurs pour cette raison que les frères Godfrey remplacèrent Daisy par une autre chanteuse - Jody Sternberg - pour leurs représentations scéniques, sans formellement l'exclure.
L'album Dive Deep des frères Godfrey est paru en février 2008. Différents artistes y furent invités dont Judie Tzuke, Amanda Zamolo, Thomas Dybdahl, Bradley Burgess et Cool Calm Pete. Sur la tournée de l’album Dive Deep, les chansons sont interprétées par Manda Zamolo et Bradley Burgess.
L'album Blood Like Lemonade, sorti le 7 juin 2010, marque le retour de Skye Edwards au sein du groupe et un retour aux sources musicales du groupe.
Après s'être à nouveau réunis, les membres de Morcheeba sortent l'album Blaze Away en juin 2018, cinq ans après Head Up High. En mai 2021 sort le dixième album du groupe, Blackest Blue.

## Discographie

### Albums studio
- 1996 : Who Can You Trust?
- 1998 : Big Calm
- 2000 : Fragments of Freedom
- 2002 : Charango
- 2005 : The Antidote
- 2008 : Dive Deep
- 2010 : Blood Like Lemonade
- 2013 : Head Up High
- 2018 : Blaze Away
- 2021 : Blackest Blue
- 2025 : Escape the Chaos

### Compilations
- 1998 : Beats and B-Sides
- 2001 : Back to Mine (compilation multi-artistes mixée par Paul Godfrey)
- 2003 : Parts of the Process
- 2005 : The Platinum Collection
- 2005 : Get Mashed ! (compilation multi-artistes)
- 2007 : The Works - A 3 CD Retrospective

### Live
- 1998 : La Boule noire
- 2003 : From Brixton to Beijing

### Singles
- De Who Can You Trust? :
  - Trigger Hippie (1996)
  - Never an Easy Way (1996)
  - Tape Loop (1996)
  - The Music That We Hear (Moog Island) (1997)
- De Big Calm :
  - Shoulder Holster (1997)
  - The Sea (1998)
  - Blindfold (1998)
  - Let Me See (1998)
  - Part of the Process (1998)
- De Red Hot + Rhapsody :
  - Summertime (1998)
- De Fragments of Freedom :
  - Rome Wasn't Built in a Day (2000)
  - Be Yourself (2000)
  - World Looking In (2001)
- De Charango :
  - Otherwise (2002)
  - Way Beyond (2002)
- De Parts of the Process :
  - What's Your Name ? (2003)
- De The Antidote :
  - Wonders Never Cease (2005)
  - Lighten Up (2005)
  - Everybody Loves a Loser (2005)
- De Dive Deep :
  - Enjoy the Ride (2008)
  - Gained the World (2008)
- De Blood Like Lemonade :
  - Even Though (2010)
  - Blood Like Lemonade (2010)
- De Head Up High :
  - Gimme Your Love (2013)

## DVD
- 2002 : Brixton to Beijing, concert et documentaire.